# 格林菲爾德鎮區 (伊利諾伊州格蘭迪縣)
格林菲爾德鎮區（英語：Greenfield Township）是位於美國伊利諾伊州格蘭迪縣的一個行政鎮區。

## 地方資料
根據2010年美國人口普查的數據，格林菲爾德鎮區的面積為46.70平方千米，當中陸地面積為44.80平方千米，而水域面積為1.90平方千米。當地共有人口964人，而人口密度為每平方千米20.64人。